# مافيا مغربية
المافيا المغربية المعروفة بالأسماء الحركية مافيا موكرو أو موكرو أورلوغ هي جماعات إجرامية متفرقة تتكون في الغالب من بلجيكيين وهولنديين من أصول مغربية بالإضافة إلى جماعات من جزر الأنتيل الهولندية وأقليات من أصل سورينامي أو كاريبي. ذأبت المافيا على النشاط منذ أواخر الثمانينيات وبداية التسعينيات على الصعيد الدولي وتحديدا في أمستردام بهولندا وبلجيكا. وتتمتع المافيا المغربية بعلاقات تاريخية مع الكارتلات الكولومبية والمكسيكية، حيث تستورد منها المخدرات بانتظام سواء الكوكايين أوالعقاقير المصنعة مخبريا قادمة عبر موانئ الجزيرة الخضراء في إسبانيا والبرتغال وروتردام في هولندا وأنتويرب في بلجيكا، بمساعدة بعض أقراد الشرطة والجمارك والسياسيين الفاسدين. حيث تتولى الجماعات توزيعها إلى بقية القارة الأوروبية، وبالتالي فهي تعد واحدة من أكثر المنظمات الإجرامية المهيمنة على سوق تجارة المخدرات في أوروبا.
وبالرغم من اعتبار المافيا المغربية كيانا منفصلا عن المافيا النشطة في الغالب في الجزء الشمالي من المغرب وأوروبا؛ إلا أن المصطلح يشمل كذلك جل أباطرة الحشيش المغاربة  والصحراويين النشيطين في تجارة المخدرات بإفريقيا والاتجار بالبشر وتهريب الأسلحة والبضائع المحظورة مثل السجائر والكحول. ومع ذلك، فإن مصطلح المافيا المغربية لا يشمل مافيا اليهود المغاربة مثل عائلة أبيرجيل، وعشيرة عاصي أبو بلبل وعشيرة الدومراني، التي تدخل ضمن نطاق المافيا الإسرائيلية. ورغم ذلك ترتبط عشائر المافيا الإسرائيلية مع المافيا المغربية في هولندا وبلجيكا، لا سيما في التوزيع العالمي للأدوية المصنعة مثل منشط الإكستاسي التي تعد هولندا أكبر منتج له وللأمفيتامينات في العالم.
في عام 2016 تم تفكيك واحدة من أكبر وأقوى شبكات غسيل الأموال العملاقة التي كانت تنشط بين أوروبا والمغرب.
ويعتبر الملياردير المغربي محمد الخراز المعروف باسم شريف بن الويدان أكبر تاجر مخدرات على المستوى العالمي، وأكثر المجرمين تأثيرا في تاريخ المغرب حيث كان يعرف في جميع أنحاء العالم بين المافيا الكولومبية والمافيا الإيطالية وكثير من المافيات الدولية بنفوده الواسعة في الفساد والقضاء والشرطة. وقد أثار اعتقاله في أحد أضخم قضايا المخدرات المذهلة موجة إعلامية عارمة على وسائل الإعلام والصحف المغربية والدولية.

## التسميات
- نشأ مصطلح «موكرو» منذ نهاية التمانينات في إشارة من قبل السكان المحليين للمهاجرين المغاربة في هولندا وبلجيكا،[20] تطور المصطلح مع بداية تشكل العصابات الإجرامية ليصبح المسمى الحركي «مافيا موكرو» معتمدا لدى السلطات الهولندية والبلجيكية الناطقة بالهولندية في إشارة إلى المنظمات المغربية فقط النشطة في اتحاد بنلوكس الذي يضم بلجيكا وهولندا ولوكسمبورغ،[21] دون تمييز بين العشائر الأخرى المتناحرة فيما بينها أو الأقليات العرقية من أصل سورينامي أو كاريبي.[22]

في عام 2013، ظهر المصطلح للعلن من قبل الكاتب والصحفي الاستقصائي الهولندي مارين شريفر بعد نشر كتابه الشهير مافيا موكرو عام 2014، ·  وتشير تسمية المافيا المغربية النشطة في القارة الأوروبية تحت المسمى الحركي مافيا موكرو إلى العبارة الهولندية "Wie praat die gaat" والتي تعني «من يتكلم يموت».
- منذ بداية حرب تصفية الحسابات بين العصابات عام 2012،[25] تداول الإعلام والصحفيون في أوروبا أسماء حركية أخرى للإشارة إلى المافيا المغربية «مافيا موكرو» مثل «حرب الموكرو» أو «موكروا أورلوغ».[26]

- في عام 2017، ظهر مصطلح «مافيا بورغيروكو» الذي تبناه الكاتب البلجيكي راف سوفيلر بعد إصدار كتابه مافيا بورغيروكو، بسرعة كبيرة في الصفحات الأولى للصحف البلجيكية.[27][28] ليصبح المصطلح الأكثر انتشارا لدى السياسيين والإعلاميين والصحفيين للدلالة على الشبكات المغربية النشطة في مدينة أنتويرب الفلامانية في بلجيكا.[29] وجاء مصطلح «بورغيروكو» مشتقا من المصطلحين (بورغيرهوت وهي ضاحية في مدينة أنتويرب البلجيكية؛ ومصطلح ماروكو الذي يعني المغرب بناء على عرقية أفراد المنظمة). حيث صرح الكاتب أن اختياره لمصطلح بورغيروكو كان بناء على العدد الكبير من العائلات المغربية النشطة في مدينة أنتويرب.[30]